# Pierre d'Hozier
Pierre d'Hozier, señor de la Garde (Marsella, 10 de julio de 1592-París, 1 de diciembre de 1660) fue un genealogista francés.
Pertenecía a la familia del mariscal de Créqui y le ayudó en sus investigaciones genealógicas.
En 1616 comenzó a investigar extensamente la genealogía de las familias nobles del reino. Este trabajo fue ayudado por su prodigiosa memoria para las fechas, los nombres y las relaciones familiares, así como por su profundo conocimiento de la heráldica.
En 1634 fue nombrado historiógrafo y genealogista de Francia, y en 1641 fue nombrado juge d'armes de Francia, un título que correspondía al título inglés Garter king-of-arms (rey de armas principal de la Jarretera).
En 1643 fue empleado para verificar las afirmaciones de nobleza de las páginas y los escuderos de la casa del rey.
Acumuló una gran cantidad de documentos, pero publicó relativamente poco. Sus trabajos principales fueron:
- 1638: Recueil armorial des anciennes maisons de Bretagne
- 1634: Les noms, surnoms, qualitez, armes et blasons des chevaliers ct officiers de l'ordre du Saint-Esprit
- 1654: genealogía de la casa de La Rochefoucauld
- 1657: genealogía de la casa de Bournonville
- 1659: genealogía de la casa de Amanzé

Era reconocido tanto por su conocimiento como por su rectitud, lo cual no es poco en una profesión expuesta a tantas tentaciones al soborno.
Murió en París el 1 de diciembre de 1660. A su muerte, su colección contenía más de 150 volúmenes o carteras de documentos y papeles relacionados con la genealogía de las principales familias de Francia.
De sus seis hijos, solo dos le sobrevivieron. Su hijo mayor, Luis Roger d'Hozier (1634-1708), le sucedió como juge d'armes, pero quedó ciego en 1675 ―a los 41 años―, y se vio obligado a renunciar a su cargo y heredárselo a su hermano, Charles René d'Hozier.